# جو دیویس (بازیکن فوتبال، زاده ۱۹۳۸)
جو دیویس (انگلیسی: Joe Davis؛ زادهٔ ۲۴ اوت ۱۹۳۸) بازیکن فوتبال اهل بریتانیا است.
از باشگاه‌هایی که در آن بازی کرده‌است می‌توان به باشگاه فوتبال بریستول راورز و باشگاه فوتبال سوانزی سیتی اشاره کرد.